# Сорлаци (Фоча-Устиколина)
Сорлаци је насељено мјесто у општини Фоча, Федерација Босне и Херцеговине, Босна и Херцеговина.

## Становништво
|         | 2013.      | 1991.         | 1981.         | 1971.         |
| Укупно  | 0 (0,000%) | 150 (100,0%)  | 219 (100,0%)  | 246 (100,0%)  |
| Бошњаци | –          | 138 (92,00%)1 | 202 (92,24%)1 | 225 (91,46%)1 |
| Срби    | –          | 11 (7,333%)   | 17 (7,763%)   | 20 (8,130%)   |
| Хрвати  | –          | 1 (0,667%)    | –             | –             |
| Остали  | –          | –             | –             | 1 (0,407%)    |

1. 1 На пописима од 1971. до 1991. Бошњаци су пописивани углавном као Муслимани.